# Bít tết Hamburg
Bít tết Hamburg là một miếng thịt bò xay. Được phổ biến trên toàn thế giới bằng người Đức di cư, nó đã trở thành một món ăn chủ đạo vào khoảng đầu thế kỷ 19. Nó tương tự như bít tết Salisbury.

## Lịch sử

### Bít tết Hamburg
Vào cuối thế kỷ 19, bít tết Hamburg đã trở nên phổ biến trong thực đơn của nhiều nhà hàng ở cảng New York. Loại phi lê này là thịt bò băm nhỏ bằng tay, ướp muối nhẹ, thường hun khói và thường được phục vụ sống trong một món cùng với hành và vụn bánh mì. Tài liệu lâu đời nhất đề cập đến bít tết Hamburg là thực đơn Nhà hàng của Delmonico từ năm 1873, cung cấp cho khách hàng một đĩa bít tết Hamburg 11 xu được phát triển bởi đầu bếp người Mỹ Charles Ranhofer (1836-1899). Giá này là cao cho thời gian, gấp đôi giá của một miếng thịt bò bít tết đơn giản. Vào cuối thế kỷ, bít tết Hamburg đã trở nên phổ biến vì dễ dàng chuẩn bị giảm chi phí. Điều này thể hiện rõ từ mô tả chi tiết của nó trong một số sách dạy nấu ăn phổ biến nhất trong ngày. Các tài liệu cho thấy phong cách chuẩn bị này được sử dụng vào năm 1887 tại một số nhà hàng ở Mỹ và cũng được sử dụng để nuôi bệnh nhân trong bệnh viện; bít tết Hamburg được phục vụ sống hoặc nấu chín nhẹ và kèm theo một quả trứng sống.

Thực đơn của nhiều nhà hàng Mỹ trong thế kỷ 19 bao gồm một món bò bít tết Hamburg thường được bán cho bữa sáng. Một biến thể của bít tết Hamburg là bít tết Salisbury, thường được phục vụ với gravy có kết cấu tương tự như nước xốt nâu. Được phát minh bởi Tiến sĩ James Salisbury (1823 trừ1905), thuật ngữ bít tết Salisbury đã được sử dụng ở Hoa Kỳ kể từ năm 1897. Ngày nay, tại thành phố Hamburg, cũng như các vùng phía bắc nước Đức, loại món ăn này được gọi là Frikadelle, Frikandelle, hoặc Bulette, tương tự như thịt viên. Thuật ngữ hamburger bít tết đã được thay thế bằng hamburger vào năm 1930, đến lượt nó đã bị thay thế một phần bởi thuật ngữ đơn giản hơn, burger. Thuật ngữ thứ hai hiện nay thường được sử dụng như một hậu tố để tạo ra các từ mới cho các biến thể khác nhau của hamburger, bao gồm phô mai, thịt lợn, thịt xông khói và mooseburger. Các loại thực phẩm khác có tên bắt nguồn từ các thành phố của Đức được rút ngắn theo những cách khác nhau trong tiếng Anh Mỹ. Một ví dụ là frankfurter, thường được viết tắt là "thẳng thắn".

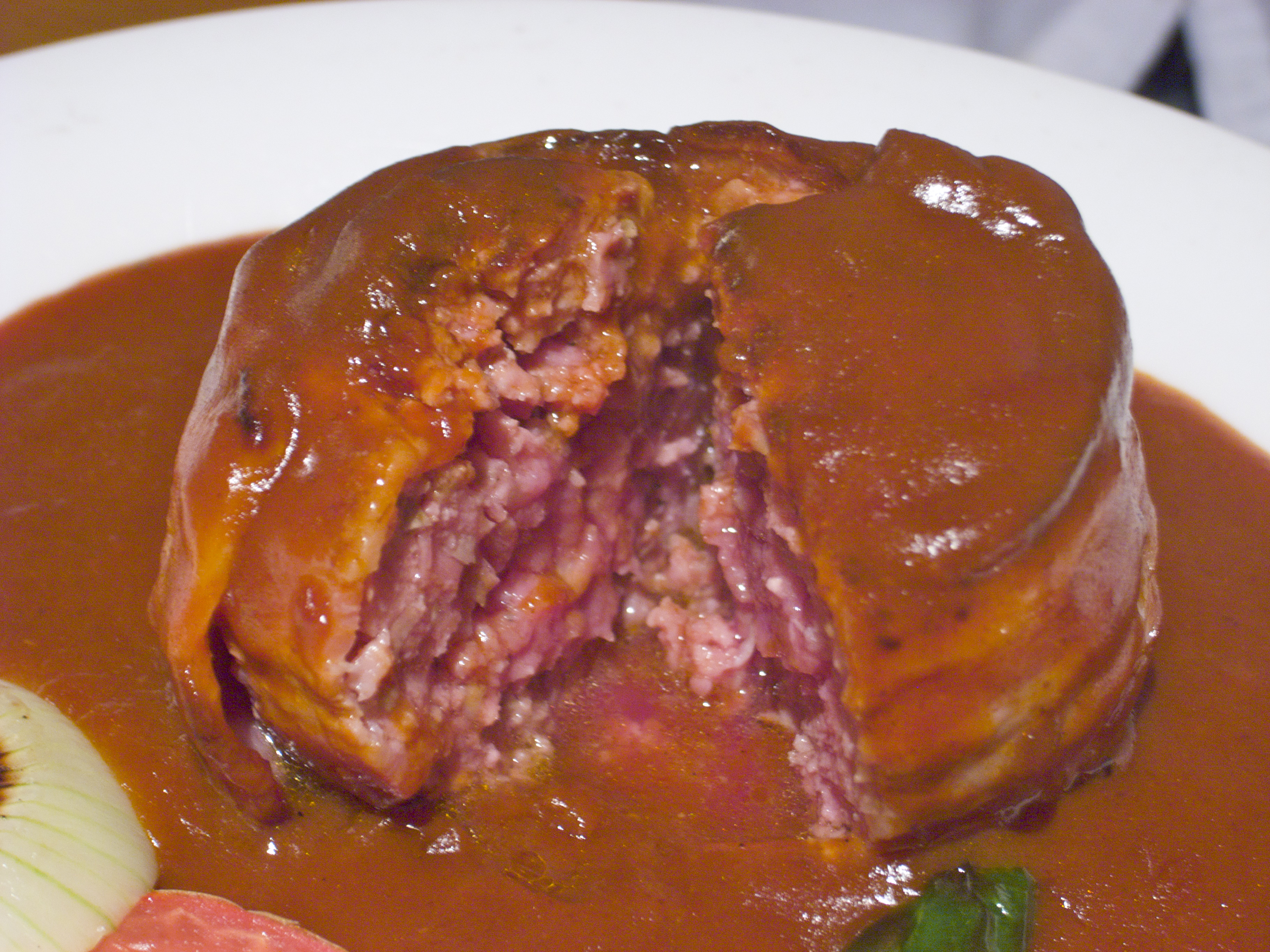
Cận cảnh một miếng bít tết Hamburg
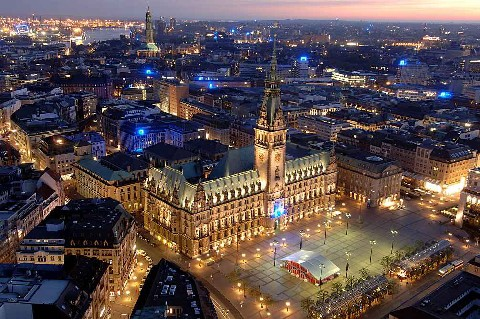
Hamburg, Đức, nơi bít tết Hamburg được cho là đã phát minh ra

## Sự chuẩn bị
Hamburg bít tết được chế biến từ thịt bò được thái nhỏ, xay, hoặc băm nhỏ. Gia vị, trứng, vụn bánh mì, hành tây và sữa có thể được kết hợp với thịt, sau đó được nặn thành các miếng và nấu chín, bằng cách chiên, rang hoặc hun khói.

## Ẩm thực cao cấp
Bít tết Hamburg được Escoffier liệt kê là một món ăn cổ điển trong ẩm thực haute.

## Trên thế giới
Hamburg (ハンバーグ hanbāgu, bít tết Hamburg) là một món nổi tiếng ở Nhật Bản. Nó được làm từ thịt xay với hành thái đều, trứng, và vụn bánh mì đượcj rắc nhiều loại gai vị, và làm thành một hình tròn phẳng dày khoảng 1 cm và đường kính 10 đến 15 cm. Nhiều nhà hàng đặc biệt hóa nhiều loại bít tết hamburg. Nhiều loại gồm hanbāgu vưới phô mai ở trên (チーズハンバーグ, or chīzuhanbāgu), hanbāgu với cà ri Nhật Bản, và hanbāgu kiểu Ý (với xốt cà chua hơn là gravy).

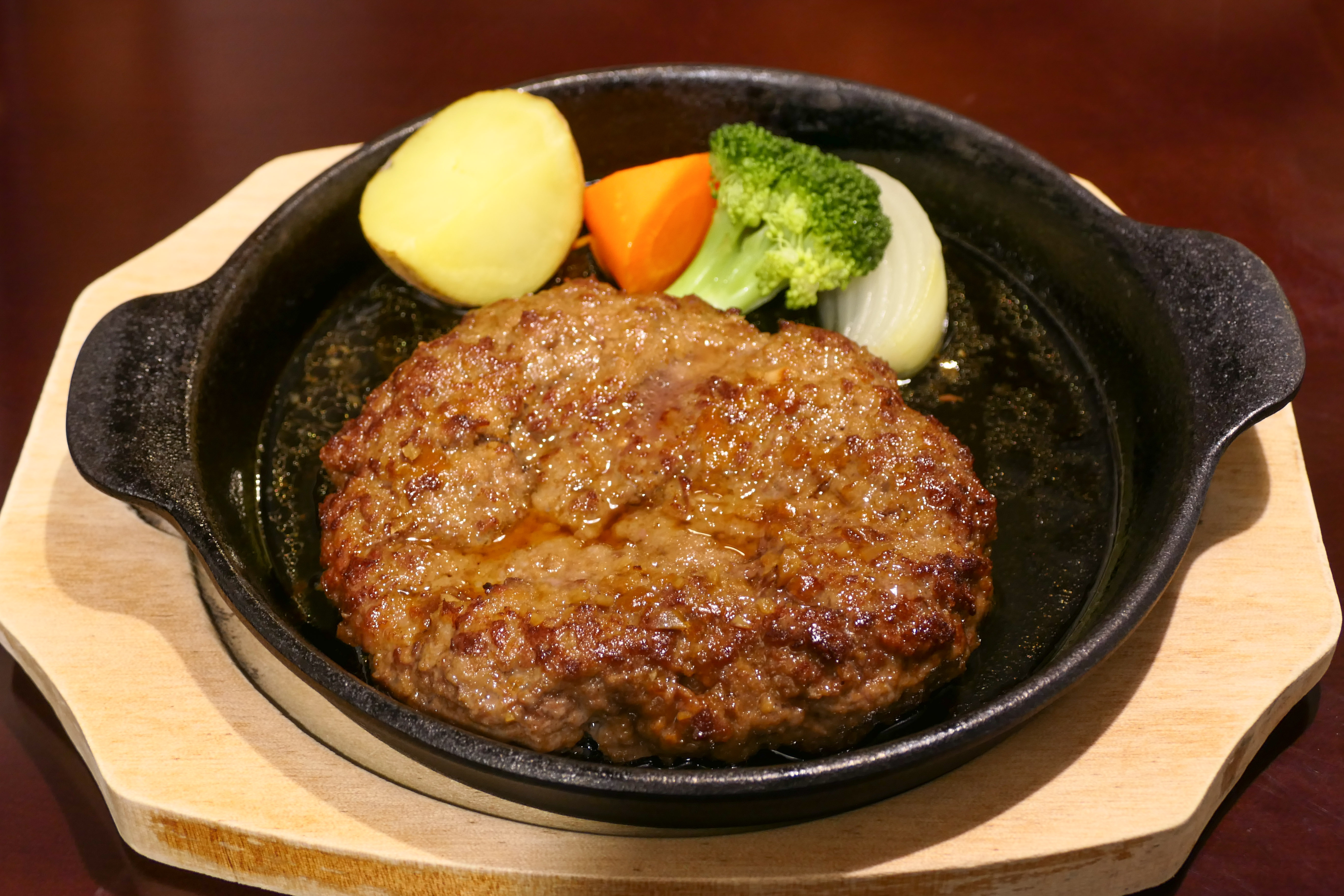
Một miếng bít tết hanbāgu của Nhật Bản

Bít tết Hamburg trở nên phổ biến trong những năm 1960 như một cách hợp lý hơn để phục vụ thịt đắt tiền. Tạp chí thường xuyên in công thức trong suốt thập kỷ đó, nâng nó thành một món ăn chính trong văn hóa Nhật Bản. Tại Nhật Bản, món ăn có từ thời Minh Trị và được cho là lần đầu tiên được phục vụ ở Yokohama, đây là một trong những cảng đầu tiên mở cửa cho người nước ngoài. Từ những năm 1980, hamburger đóng gói chân không được bán với nước xốt đã được thêm vào, và chúng được sử dụng rộng rãi trong bữa trưa hộp (bento). Bánh hamburger đông lạnh cũng rất phổ biến và thường được phục vụ trong các nhà hàng thức ăn nhanh.
Ở Hawaii, bít tết hamburger rất giống với hanbāgu của Nhật Bản. Nó bao gồm miếng thịt của hamburger với nước xốt nâu. Nó thường được phục vụ với salad mì ống và cơm trong một bữa ăn trưa. Ngoài ra, một giống khác bao gồm một quả trứng, được gọi là loco moco.
Ở Philippines, bít tết hamburger là một thực đơn phổ biến từ chuỗi thức ăn nhanh Jollibee, và được phục vụ với nước thịt, nấm, và một bên cơm chiên hoặc adobo.
Ở Phần Lan, món ăn được gọi là jauhelihapihvi ("bít tết thịt xay") và được chế biến và phục vụ như thịt viên: áp chảo, và ăn kèm với khoai tây và nước xốt nâu.